# Wings (banda)
Wings, también conocido como Paul McCartney & Wings, fue una banda de rock formado en agosto de 1971 por Paul McCartney y Linda McCartney, un año después de la separación de la banda de rock The Beatles. A lo largo de su historia, los únicos tres componentes que se mantendrían desde el inicio serían Paul McCartney, su mujer Linda McCartney y el anterior guitarrista de Moody Blues, Denny Laine.

## Historia
Tras la separación oficial de The Beatles el 10 de abril de 1970, Paul McCartney se embarcó en una carrera en solitario que, en el caso de su primer álbum, McCartney, compartiría de forma exclusiva con su esposa, Linda McCartney. Desde su matrimonio el 12 de marzo de 1969, Paul McCartney quiso que su mujer participara en los proyectos musicales que él llevaba a cabo, por lo que insistió en que formara parte de Wings a pesar de las críticas de la prensa. Para el siguiente álbum, Ram, McCartney se rodeó de más músicos, como el baterista Denny Seiwell.

### Primera formación (1971-1973)
En agosto de 1971, Seiwell y el guitarrista Denny Laine se unirían a Paul y Linda McCartney para grabar el tercer álbum de Paul tras la separación de The Beatles. El resultado fue Wild Life, el primer proyecto acreditado a nombre de "Wings". En un intento de capturar la espontaneidad de las interpretaciones en directo, cinco de las ocho canciones que componían Wild Life fueron las primeras tomas hechas en el estudio. Pese a todo, el disco no recibió buenas críticas.
En 1972, McCartney añadió al grupo al exguitarrista de Joe Cocker y Spooky Tooth, Henry McCullough, iniciando su primera gira tras la separación de The Beatles que llevaría a la formación a Universidades británicas, donde ofrecieron conciertos sin previo aviso, y posteriormente una segunda gira, Wings Over Europe Tour, en pequeños locales, donde McCartney no interpretó ninguna canción de su etapa con The Beatles.
En febrero de 1972, Wings editó el sencillo "Give Ireland Back to the Irish", como respuesta al Domingo Sangriento vivido en Irlanda del Norte el 30 de enero. La canción, debido a su política anti-unionista, fue prohibida por la BBC, siendo únicamente mencionada por el canal en las listas de éxitos como "un disco de Wings". A pesar de su escasa difusión en los medios de comunicación, el sencillo alcanzó el puesto #16 en el Reino Unido y el puesto #1 tanto en Irlanda como en España.
En cierta medida como reacción a la prohibición de "Give Ireland Back to the Irish", Wings editó como sencillo la canción infantil "Mary Had a Little Lamb". De todos modos, en noviembre de 1972 el siguiente sencillo del grupo, "Hi, Hi, Hi", sería nuevamente censurado por la BBC debido a las referencias al sexo y a las drogas, aunque en este caso, la cara B, "C Moon", sí fue emitida.
A finales de 1972, McCartney rebautizó el grupo como "Paul McCartney and Wings" para el álbum Red Rose Speedway, el cual daría el primer número uno al grupo en Estados Unidos con la balada "My Love". Entre las canciones inéditas de Wings grabadas durante las sesiones de grabación del álbum, que se extendieron durante siete meses y se llevaron a cabo entre dos continentes, figuraban la composición de Linda, "Seaside Woman", finalmente editada en 1977, y el tema "I Would Only Smile", de Denny Laine, que se publicaría en el primer álbum en solitario del artista tras la separación de Wings.
Cerca del final de las sesiones de grabación de Red Rose Speedway, en octubre de 1972, Wings grabó el tema "Live and Let Die" para la película de James Bond Vive y deja morir, reuniéndose por primera vez en el estudio de grabación con el que fue productor de The Beatles, George Martin. El tema, publicado como sencillo a mediados de 1973, se convertiría en uno de los mayores éxitos de Wings y una de las piezas más destacadas en los conciertos de Paul McCartney tras la separación del grupo, generalmente acompañada de fuegos artificiales.
Tras una gira británica entre mayo y junio de 1973, Wings comenzó los ensayos para el que sería el siguiente álbum de estudio. Pese a ello, Henry McCullough y Denny Seiwell abandonaron la formación en agosto, dejando a la familia McCartney y a Laine como únicos componentes para Band on the Run, uno de los álbumes más significativos del grupo y grabado en un primitivo estudio de 8 pistas en Lagos, Nigeria. El álbum alcanzó el primer puesto tanto en el Reino Unido como en Estados Unidos, mientras los tres sencillos extraídos del mismo, "Jet", "Helen Wheels" (que originalmente estaba incluida únicamente en la versión americana) y el tema que da título al álbum, "Band on the Run", conseguirían importantes puestos en las listas de éxitos. El disco recibió buenas críticas por parte de la prensa y ayudó a realzar la carrera en solitario de Paul McCartney tras la separación de The Beatles.

### Segunda formación (1974-1977)
Después de Band on the Run, Jimmy McCulloch, guitarrista de Thunderclap Newman y de Stone the Crows, se unió al grupo. Poco después, Geoff Britton entraría en la nueva formación como baterista. El primer proyecto de la nueva formación les llevaría hasta Nashville, donde el grupo estuvo en la granja del compositor Curly Putman Jr. El viaje fue inmortalizado en el último sencillo editado bajo el sello Apple Records, "Junior's Farm", con el tema "Sally G" como cara B. Durante las sesiones de grabación, Wings, junto a artistas invitados de la talla de Chet Atkins y Floyd Cramer, grabaron un sencillo atribuido a "The Country Harms" y titulado "Walking in the Park with Eloise", canción escrita por el padre de Paul McCartney, James, años antes. Así mismo, una canción acreditada a Laine/McCartney, "Send Me the Heart", fue grabada en Nashville, aunque no sería publicada hasta el primer trabajo en solitario de Denny Laine.
La nueva formación, nuevamente bajo el nombre de "Wings", comenzó nuevas sesiones de grabación en Londres a finales de 1974, aunque posteriormente se trasladarían a Nueva Orleans para completar Venus and Mars, el primer trabajo de Paul McCartney editado en MPL Communications y distribuido por EMI (Parlophone en el Reino Unido y Capitol Records en Estados Unidos). Tanto el álbum como el sencillo "Listen to What the Man Said" consiguieron el puesto #1 en Estados Unidos. Al tiempo que las sesiones de grabación se trasladaron a Nueva Orleans, Geoff Britton abandonó la formación, siendo reemplazado por Joe English. Como anteriormente pasaría con Denny Seiwell, Joe English se ganó el puesto con una audición previa para Paul McCartney.
A mediados de 1975, Wings se embarcó en la gira Wings Over the World Tour, que comenzó en Bristol y que posteriormente les llevaría a Australia (en noviembre), a Europa (en marzo de 1976), a los Estados Unidos (entre mayo y junio) y nuevamente a Europa en septiembre, poniendo fin a la gira en el Wembley Empire Pool de Londres. Durante la gira, Wings grabó Wings at the Speed of Sound, editado a finales de marzo de 1976 para seguir con la gira por Estados Unidos. Los dos singles extraídos del álbum, "Silly Love Songs" y "Let 'Em In", alcanzarían el puesto #1 en Estados Unidos. Cuatro de los temas incluidos en el álbum fueron tocados durante el resto de la gira, al tiempo que por vez primera Paul interpretaba temas de The Beatles. Así mismo, tanto Laine como McCulloch interpretaron temas en directo: Laine tocó algunos temas de su anterior banda, Moody Blues, como "Go Now", mientras que McCulloch haría lo mismo con composiciones incluidas en álbumes de Wings como "Medicine Jar". Uno de los conciertos ofrecidos por el grupo en Seattle fue filmado y editado en 1980 bajo el título de "Rockshow", aunque previamente sería editado un triple álbum, Wings Over America, que recogía los mejores momentos de la gira.
Tras la gira, y seguido por la edición de una versión en directo de "Maybe I'm Amazed" como sencillo, Wings tomó un descanso. A finales de año, el grupo volvió para comenzar la grabación de su siguiente álbum en las Islas Vírgenes, aunque las sesiones fueron aplazadas en un primer momento por el nuevo embarazo de Linda McCartney y posteriormente por la marcha de Joe English y Jimmy McCulloch. McCulloch, que se unió a The Small Faces, murió de sobredosis de heroína en 1979. English fundaría más tarde una exitosa banda de orientación cristiana llamada Joe English Band.
A pesar de la marcha de English y McCulloch, Wings editó el sencillo "Mull of Kintyre", canción dedicada a una región costera de Escocia donde el matrimonio McCartney erigió su casa a comienzos de 1970 y que llegaría a convertirse en un éxito internacional, dominando las listas de éxitos de Gran Bretaña, Australia y otros muchos países durante el periodo navideño. De todos modos, "Mull of Kintyre" no fue un éxito en Estados Unidos, donde solo entraría en los cuarenta primeros puestos.
En 1978, Wings editó el álbum London Town, que tuvo cierta repercusión comercial aunque fue el primer álbum del grupo tras Wild Life que no alcanzó el puesto #1 en Estados Unidos. Laine compuso de manera conjunta con McCartney cinco temas del disco y cantó dos de ellas. El sencillo "With a Little Luck" alcanzó el puesto #1 en Estados Unidos y el #5 en el Reino Unido. Sin embargo, "I've Had Enough" y "London Town" fueron verdaderos fracasos en ambos países.

### Tercera formación (1978-1981)
A finales de 1978, el guitarrista Laurence Juber y Steve Holly, este último siendo baterista de Elton John, se unieron al grupo. En 1979, McCartney firmó un nuevo contrato con Columbia Records, abandonando Capitol tras lo que él consideraba una mala promoción de su anterior disco de estudio. A pesar de ello, mantuvo el contrato con EMI para la distribución de sus discos a nivel global. Influenciado por las nuevas tendencias del punk y del New Age, Wings abandonó su toque melódico para tomar un nuevo rumbo en su música. Para la grabación de su nuevo álbum de estudio, McCartney contó con la colaboración de Chris Thomas, ingeniero de grabación que anteriormente trabajó con The Beatles en el Álbum Blanco.
El resultado pudo notarse tras la edición del sencillo "Goodnight Tonight", acompañado por "Daytime Nighttime Suffering", que entró en el Top 5 tanto en Estados Unidos como en el Reino Unido.Este tema fue la canción oficial en la Vuelta ciclista a España 1980. Sin embargo, el nuevo álbum, Back to the Egg, que no fue bien recibido por las críticas, tuvo escasas ventas en comparación con sus discos predecesores. El álbum contenía el tema "Rockestra Theme", resultado de una reunión en octubre de 1978 con miembros de The Who, Led Zeppelin y Pink Floyd, así como otras dos canciones extraídas del álbum como sencillos que no entrarían en las listas de éxitos.
Durante 1979, Wings se mantuvo inactivo debido al proyecto que Paul McCartney estaba desarrollando de forma individual, con la única ayuda de su mujer, Linda McCartney. En noviembre y diciembre de 1979, Wings realizó su última gira en el Reino Unido, que terminaría con un concierto repleto de músicos y artistas conocidos en ayuda de los refugiados de Camboya. Una versión en directo de "Coming Up", extraída de McCartney II, el tercer álbum en solitario de Paul McCartney tras Ram, fue grabada en Glasgow y editada como el último sencillo de Wings, el cual alcanzó el puesto #1 en Estados Unidos.
Los planes para una nueva gira mundial de Wings fueron descartados cuando Paul McCartney fue arrestado por posesión de marihuana en el aeropuerto de Tokio el 16 de enero de 1980. Otros miembros de Wings fueron arrestados y posteriormente liberados sin cargo. Sin embargo, McCartney permanecería en prisión durante nueve días, hasta el 25 de enero. Como resultado, la gira por Japón fue cancelada, al tiempo que otros planes para el futuro eran descartados.
Durante 1980, Wings continuaría ensayando nuevas canciones. Sin embargo, mientras el grupo seguía aletargado, Juber y Holly abandonaron la formación. Finalmente, el 27 de abril de 1981 Denny Laine abandonaba definitivamente el grupo y anunciaba la disolución de Wings.

## El nombre
El nombre del grupo le sobrevino a Paul mientras rezaba en el hospital donde su esposa, Linda McCartney, estaba dando a luz a la segunda hija del matrimonio, Stella. En el documental "Wingspan", Paul McCartney asegura que el nacimiento de Stella tuvo severas complicaciones, en las que tanto el bebé como Linda corrieron el riesgo de perder la vida. Durante el parto, tiempo en el que Paul se mantenía rezando, la imagen de unas alas le vino a la mente, de modo que acabó por llamar a su nueva banda "Wings".

## Legado
Wings puede ser visto como una banda autónoma y no solo como un grupo de acompañamiento de Paul McCartney. Tanto Denny Laine como Jimmy McCulloch escribieron canciones dentro del grupo, al tiempo que ambos, junto a Joe English y Linda McCartney, contribuían a los coros. De todos modos, Paul McCartney era el incuestionable líder de la formación. Todas las canciones de Wings tenían al menos una mínima participación de Paul, quedando tan solo tres canciones editadas como caras B de sencillos y cantadas por otros componentes del grupo: "I Lie Around" y "Deliver Your Children" (Denny Laine), y "Cook of the House" (Linda McCartney).
Durante su trayectoria como grupo, Wings consiguió colocar doce sencillos entre los diez primeros puestos de las listas británicas y 14 sencillos en Estados Unidos. Asimismo, todos los 23 sencillos acreditados a Wings entraron al menos en el Top 40 de Estados Unidos. En lo que respecta a los álbumes, los 9 discos editados por el grupo entraron en el Top 10 tanto del Reino Unido como de Estados Unidos, con cinco consecutivos primeros puestos en América.
"Mull of Kintyre" es, hoy en día, el sencillo de carácter no benéfico con mayores ventas en el Reino Unido (aunque "Bohemian Rhapsody", de Queen, vendió más, sus ventas incluyen una reedición en 2002 en beneficio de una organización contra el cáncer). De modo general, "Mull of Kintyre" ocupa el cuarto puesto en la lista de sencillos más vendidos en el Reino Unido.
En junio de 2007, los nueve discos originales de Wings fueron editados en formato digital a través de iTunes, en su semana de lanzamiento, Band on the Run fue el tercer álbum más descargado.

## Formaciones
Durante los diez años de vida, Wings sufrió numerosos cambios, con constantes abandonos y nuevas adhesiones, quedando reducido en dos ocasiones a tres personas: Paul, Linda y Denny Laine.
| 1971-1972 | 1972-1973 | 1973 |  |
| --- | --- | --- |  |
| - Paul McCartney: voz, bajo, guitarra y teclados - Linda McCartney: voz y teclados - Denny Laine: voz, guitarra, bajo y piano - Denny Seiwell: batería                                                     | - Paul McCartney: voz, bajo, guitarra y teclados - Linda McCartney: voz y teclados - Denny Laine: voz, guitarra y bajo - Denny Seiwell: batería - Henry McCullough: voz y guitarra                            | - Paul McCartney: voz, bajo, teclados, guitarra y batería - Linda McCartney: voz y teclados - Denny Laine: voz, guitarra, bajo y piano |  |
| 1974-1975 | 1975-1977 | 1977-1978 |  |
| - Paul McCartney: voz, bajo, teclados y guitarra - Linda McCartney: voz y teclados - Denny Laine: voz, guitarra, bajo y piano - Jimmy McCulloch: voz y guitarra - Geoff Britton: batería y percusión       | - Paul McCartney: voz, bajo, teclados y guitarra - Linda McCartney: voz y teclados - Denny Laine: voz, guitarra, bajo y piano - Jimmy McCulloch: voz, guitarra y bajo - Joe English: voz, batería y percusión | - Paul McCartney: voz, bajo, teclados, guitarra y batería - Linda McCartney: voz y teclados - Denny Laine: voz, guitarra, bajo y piano |  |
| 1978-1981 | | |  |
| - Paul McCartney: voz, bajo, teclados, guitarra y batería - Linda McCartney: voz y teclados - Denny Laine: voz, guitarra y piano - Laurence Juber: voz y guitarra - Steve Holley: voz, batería y percusión | | |  |

## Discografía

### Álbumes
- Wild Life (1971)
- Red Rose Speedway (1973)
- Band on the Run (1973)
- Venus and Mars (1975)
- Wings at the Speed of Sound (1976)
- Wings Over America (1976)
- London Town (1978)
- Wings Greatest (1978)
- Back to the Egg (1979)

### Singles
1. "Give Ireland Back to the Irish" (1972)
2. "Mary Had a Little Lamb"/"Little Woman Love" (1972)
3. "Hi, Hi, Hi"/"C Moon" (1972)
4. "My Love" (1973)
5. "Live and Let Die" (1973)
6. "Helen Wheels" (1973)
7. "Jet" (1974)
8. "Band on the Run" (1974)
9. "Junior's Farm" / "Sally G" (1974)
10. "Listen to What the Man Said" (1975)
11. "Letting Go (1975)
12. "Venus and Mars/Rock Show" (1975)
13. "Silly Love Songs" (1976)
14. "Let 'Em In" (1976)
15. "Maybe I'm Amazed" (1977)
16. "Mull of Kintyre"/"Girls School" (1977)
17. "With a Little Luck" (1978)
18. "I've Had Enough" (1978)
19. "London Town" (1978)
20. "Goodnight Tonight" (1979)
21. "Old Siam, Sir"/"«Arrow Through Me" (1979)
22. "Getting Closer" (1979)